# Carrie Coon
Carrie Alexandra Coon (Copley, 24 gennaio 1981) è un'attrice statunitense.
Ha ricevuto l’attenzione internazionale per la sua interpretazione nel film L'amore bugiardo - Gone Girl (2014) e per il ruolo di Nora Durst nella serie televisiva HBO The Leftovers - Svaniti nel nulla (2014-2017), per la quale si è aggiudicata un Critics Choice Television Award e per i suoi ruoli in numerosi film di successo, tra cui The Post (2017), Avengers: Infinity War (2018), Widows - Eredità criminale (2018), Avengers: Endgame (2019), The Nest - L'inganno (2020), Ghostbusters: Legacy (2021) e Ghostbusters - Minaccia glaciale (2024). 
In campo televisivo, ha interpretato il ruolo della protagonista femminile nella terza stagione della serie antologica Fargo (2017) ricevendo una candidatura al Premio Emmy come migliore attrice, e nella seconda stagione di The Sinner (2018). Dal 2022 interpreta Bertha Russell nella serie televisiva The Gilded Age, per la quale ha ricevuto la sua seconda candidatura agli Emmy. Attiva anche in campo teatrale, è stata candidata al Tony Award nel 2012 per la sua prestazione nella rappresentazione teatrale di Chi ha paura di Virginia Woolf?

## Biografia
Carrie Alexandra Coon è nata e cresciuta a Copley, nell'Ohio, figlia di Paula e John Coon. Si è diplomata alla Copley High School nel 1999, successivamente ha frequentato la University of Mount Union, laureandosi in inglese e spagnolo nel 2003. Nel 2006 ha conseguito il M.F.A. in recitazione presso la University of Wisconsin-Madison.

## Carriera
Coon inizia la sua carriera teatrale dopo la laurea, debuttando in una produzione di Piccola città al Repertory Theatre Madison. In seguito si unisce anche all'American Players Theatre per quattro stagioni. Nel 2008 si trasferisce a Chicago, dove debutta in una produzione di Brontë. Nel corso di questi anni, inoltre, si presta per effettuare un lavoro di motion capture per una società di videogiochi del Wisconsin.
Il successo giunge nel 2010, anno in cui prende parte alla trasposizione teatrale di Chi ha paura di Virginia Woolf?, interpretando il ruolo di Honey. Per questa performance vince un Theatre World Award e riceve una candidatura al Tony Award nel 2012. Coon fa il suo debutto sul piccolo schermo in un episodio della serie The Playboy Club nel 2011. In seguito appare come guest star in Law & Order - Unità vittime speciali (2013), Ironside (2013) e Intelligence (2014). Dopo la candidatura al Tony Award, inizia a interpretare il ruolo di Nora Durst nella serie drammatica The Leftovers - Svaniti nel nulla, al fianco di Justin Theroux, Amy Brenneman e Ann Dowd.
Nel 2014 fa il suo debutto cinematografico nel film L'amore bugiardo - Gone Girl di David Fincher. Nel 2015 interpreta il ruolo della protagonista nella produzione teatrale Placebo e l'anno seguente prende parte allo spettacolo Mary Page Marlowe. Nello stesso anno vince il premio come miglior attrice in una serie televisiva drammatica ai Critics' Choice Television Award per la sua interpretazione in The Leftovers - Svaniti nel nulla. Nel 2017 veste i panni di Gloria Burgle, uno dei personaggi principali della terza stagione della serie noir Fargo, mentre nel 2018 recita nel film Avengers: Infinity War, dove interpreta la villain Proxima Media Nox, una dei membri dell'Ordine Nero e servitrice di Thanos.
Nel 2020 ottiene il ruolo di Callie Spengler, la figlia di Egon, nel film Ghostbusters: Legacy, diretto da Jason Reitman, uscito il 18 novembre 2021. Nel 2024 riprende tale ruolo nel sequel Ghostbusters - Minaccia glaciale, diretto da Gil Kenan. Dal 2022 Coon interpreta Bertha Russell nella serie di HBO The Gilded Age. Nel 2025 è nel cast della terza stagione di The White Lotus.

## Vita privata
Dal 2013 è sposata con l'attore e drammaturgo Tracy Letts.

## Filmografia

### Cinema
- One in a Million, regia di Scott Smith - cortometraggio (2012)
- L'amore bugiardo - Gone Girl (Gone Girl), regia di David Fincher (2014)
- Strange Weather, regia di Katherine Dieckmann (2016)
- The Keeping Hours, regia di Karen Moncrieff (2017)
- The Post, regia di Steven Spielberg (2017)
- Avengers: Infinity War, regia di Anthony e Joe Russo (2018)
- Kin, regia di Jonathan e Josh Baker (2018)
- Widows - Eredità criminale (Widows), regia di Steve McQueen (2018)
- A caccia con papà (The Legacy of a Whitetail Deer Hunter), regia di Jody Hill (2018)
- Avengers: Endgame, regia di Anthony e Joe Russo (2019)
- The Nest - L'inganno (The Nest), regia di Sean Durkin (2020)
- Ghostbusters: Legacy (Ghostbusters: Afterlife), regia di Jason Reitman (2021)
- Lo strangolatore di Boston (Boston Strangler), regia di Matt Ruskin (2023)
- His Three Daughters, regia di Azazel Jacobs (2023)
- Ghostbusters - Minaccia glaciale (Ghostbusters: Frozen Empire), regia di Gil Kenan (2024)

### Televisione
- The Playboy Club – serie TV, episodio 1x03 (2011)
- Law & Order - Unità vittime speciali (Law & Order: Special Victims Unit) – serie TV, episodio 14x20 (2013)
- Ironside – serie TV, episodio 1x01 (2013)
- Intelligence – serie TV, episodio 1x06 (2014)
- The Leftovers - Svaniti nel nulla (The Leftovers) – serie TV, 28 episodi (2014-2017)
- Fargo  – serie TV, 10 episodi (2017)
- The Sinner  – serie TV, 8 episodi (2018)
- What If...? – serie animata (2021) - voce
- The Gilded Age – serie TV (2022-in corso)
- The White Lotus – serie TV, 8 episodi (2025)

## Teatro
- Piccola città (2006)
- Romeo e Giulietta (2006)
- The Matchmaker (2006)
- Misura per misura (2006)
- Anna Christie (2007)
- Misalliance (2007)
- Il mercante di Venezia (2007)
- Night of the Iguana (2007)
- Diario di Anna Frank (2008)
- Brontë (2008)
- Sogno di una notte di mezza estate (2008)
- Enrico IV (2008)
- The Belle's Stratagem (2008)
- Magnolia (2009)
- Enrico V (2009)
- Blackbird (2010)
- reasons to be pretty (2010)
- The Real Thing (2011)
- Chi ha paura di Virginia Woolf? (2010-2012)
- The Girl in the Yellow Dress (2012)
- Pretty Penny (2012)
- The March (2012)
- Tre sorelle (2012)
- Placebo (2015)
- Mary Page Marlowe (2016)

## Riconoscimenti
- 2012 – Tony Award
  - Candidatura come Miglior attrice non protagonista in uno spettacolo per Chi ha paura di Virginia Woolf?
- 2012-2013 – Theatre World Award[24]
  - per Chi ha paura di Virginia Woolf?
- 2014 – Awards Circuit Community Awards[25]
  - Candidatura come Miglior attrice non protagonista per L'amore bugiardo – Gone Girl
- 2014 – Phoenix Film Critics Society Awards[26]
  - Candidatura come Miglior attrice non protagonista per L'amore bugiardo – Gone Girl
- 2014 – St. Louis Gateway Film Critics Association Awards[27]
  - Candidatura come Miglior attrice non protagonista per L'amore bugiardo – Gone Girl
- 2014 – San Diego Film Critics Society Awards[28]
  - Candidatura come Miglior attrice non protagonista per L'amore bugiardo – Gone Girl
- 2015 – Central Ohio Film Critics Association Awards[29]
  - Candidatura al Miglior cast per L'amore bugiardo – Gone Girl
- 2015 – Empire Awards[30]
  - Candidatura al Miglior debutto femminile per L'amore bugiardo – Gone Girl
- 2015 – Georgia Film Critics Association[31]
  - Candidatura al Miglior cast per L'amore bugiardo – Gone Girl
- 2015 – Critics' Choice Television Award[32]
  - Candidatura come Miglior attrice non protagonista in una serie drammatica per The Leftovers – Svaniti nel nulla
- 2016 – Critics' Choice Television Award
  - Miglior attrice in una serie drammatica per The Leftovers – Svaniti nel nulla
- 2017 - Primetime Emmy Award
  - Candidatura come Migliore attrice protagonista in una serie antologica per Fargo (serie televisiva)

## Doppiatrici italiane
Nelle versioni in italiano delle opere in cui ha recitato, Carrie Coon è stata doppiata da:
- Angela Brusa in Avengers: Infinity War, The Nest - L'inganno, Ghostbusters: Legacy, Lo strangolatore di Boston, Ghostbusters - Minaccia glaciale
- Barbara De Bortoli in L'amore bugiardo - Gone Girl, Strange Weather, Fargo, The Keeping Hours
- Eleonora De Angelis in The Leftovers - Svaniti nel nulla, A caccia con papà, The Gilded Age
- Chiara Colizzi in Widows - Eredità criminale, The Sinner
- Francesca Fiorentini in The Post
- Chiara Gioncardi in His Three Daughters
- Laura Romano in The White Lotus

Da doppiatrice è sostituita da:
- Angela Brusa in What If...?